# 손솔
손솔(孫率, 1995년 1월 2일~)은 대한민국의 사회운동가 출신 정치인이다. 제22대 국회의원이다.
국정원 댓글 규탄 집회, 세월호 침몰 사고 항의 집회에 참여했으며 미래한국당 대표의 난쟁이 비하발언, N번방 망언에 관한 규탄성명을 작성하였다.
2022년 지방선거에 출마하였으나, 낙선하였다.
대한민국 제22대 국회의원 선거 더불어민주연합 후보 목록에 포함되어 진보당에서 더불어민주연합으로 갔으나 낙선하였다. 승계 순번을 기다리기 위해 더불어민주당에 따라갔다.
2025년 6월 4일, 위성락이 이재명 정부의 안보실장으로 임명되어 사퇴함에 따라 비례대표직을 승계받게 되었다.

## 학력
- 영광중앙초등학교 (2007년 졸업)
- 영광여자중학교(현재의 영광옥당중학교) (2010년 졸업)
- 해룡고등학교 (2013년 졸업)
- 이화여자대학교 사회과학대학 심리학과 (2013학번 / 학사)
- 서울대학교 보건대학원 보건학 석사과정 재학

## 경력
- 이화여자대학교 총학생회 회장
- 민중연합당 흙수저당 대표
- 민중연합당 전임위원
- 민중연합당 공동대표
- 청년민중당 대표
- 민중당 제1기 청년민중당 대표 겸 공동대표
- 진보당 인권위원회 위원장
- 진보당 불평등해소특별위원회 위원장
- 진보당 수석대변인
- 청년스트레스센터 ‘토닥’ 매니저
- 진보당 딥페이크 성범죄 대응 TF 공동단장
- 진보당 수석대변인
- 2025년 5월~2025년 6월: 제21대 대통령 선거 더불어민주당 이재명 대통령 후보 진짜 대한민국 선거대책위원회 다시만들세계 2030 위원장
- 2025년 6월 4일 : 대한민국 제22대 국회의원 선거 승계(비례대표 15번, 더불어민주당, 초선)

### 의정활동
- 2025년 6월~: 제22대 국회의원(비례대표, 더불어민주당→무소속→진보당, 초선)
  - 2025년 6월~: 제22대 국회 전반기 문화체육관광위원회 위원

## 역대 선거 결과
|  | 1.05% |

|  | 6.63% |

|  | 26.69% |

## 소속 정당
| 소속 정당 | 소속 정당      | 소속 기간 | 비고                     |
| --------- | -------------- | --------- | ------------------------ |
|           | 민중정치연합   | 2016      | 정계 입문 창당준비위원회 |
|           | 민중연합당     | 2016~2017 | 창당                     |
|           | 민중당         | 2017~2020 | 합당                     |
|           | 진보당         | 2020~2024 | 당명 변경                |
|           | 무소속         | 2024      | 탈당                     |
|           | 더불어민주연합 | 2024      | 입당                     |
|           | 더불어민주당   | 2024~2025 | 합당                     |
|           | 무소속         | 2025      | 제명                     |
|           | 진보당         | 2025~현재 | 복당                     |

## 같이 보기
- 대한민국 제22대 국회의원 선거 더불어민주연합 후보 목록#비례대표